# Sosipolis (Beiname)

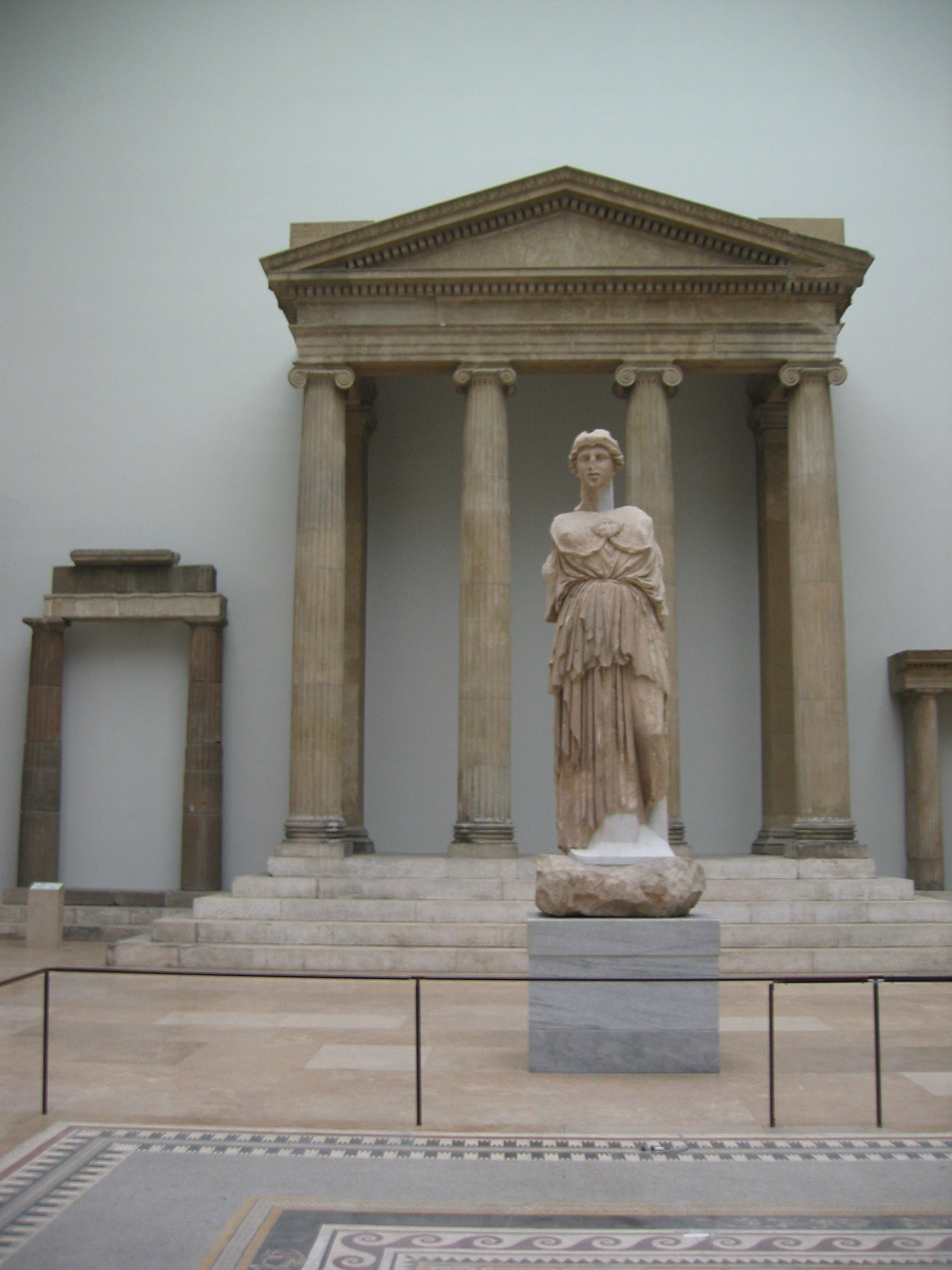
Pronaos des Zeus-Sosipolis-Tempels von Magnesia am Mäander im Pergamonmuseum, um 220–190 v. Chr. Davor eine Statue der magnesischen Hauptgöttin Artemis Leukophryne

Sosipolis (altgriechisch Σωσίπολις Sōsípolis) ist ein Epitheton des griechischen Gottes Zeus in Magnesia am Mäander.
Der magnesische Kult des Zeus Sosipolis ist seit der Wende zum 2. Jahrhundert v. Chr. belegt, da auf diese Zeit die Entstehung eines von Hermogenes entworfenen Tempels für den Gott datiert wird. Die erhaltene Architektur des Tempels steht stilistisch jener des benachbarten Haupttempels der Artemis Leukophryne nahe. Der Grundriss weist ihn als prostylen Doppelantentempel aus. In der Cella befand sich eine Basis für die Statue des Zeus Sosipolis, von der lediglich Fragmente gefunden wurden. Auf der nordwestlichen Ante des Tempels befand sich eine Inschrift, die eine umfangreiche Festordnung enthielt.
Das Fest zu Ehren des Zeus Sosipolis bestand aus zwei Teilen. Der erste Teil wurde im Herbst gefeiert, bei der ein zuvor gekaufter Stier am Beginn der Saatzeit durch die Stadt geführt wurde. An dem Zug nahmen der Priester und die Priesterin der Artemis Leukophryne, der Stephanephoros, verschiedene weitere Beamte, der Hierokeryx, der Thytes und zwei Chöre teil. Die Chöre bestanden aus neun Jungen und neun Mädchen, deren Eltern noch leben mussten. Während des Umzugs sagte der Hierokeryx ein Gebet „für das Wohlergehen der Stadt und des Landes und der Bürger und Frauen und Kinder und aller, die in der Stadt und in dem Lande wohnen, und für Frieden und Reichtum und Fruchtbarkeit der Saaten und anderer Früchte und des Viehes“ auf, die übrigen Teilnehmer unterstützten das Gebet. Der Stier wurde daraufhin den Winter über versorgt, der dafür Beauftragte war dafür berechtigt, Futter von den Markthändlern zu fordern.
Der zweite Teil des Festes wurde im darauffolgenden Sommer zu Beginn der Ernte gefeiert. Es begann wieder mit einem von den Priestern angeführten Umzug, denen der Stephanophoros mit geschmückten Xoana der zwölf olympischen Götter folgte. Des Weiteren nahmen die Gerusia, die Beamten, gewählte und ausgeloste Epheben und die Sieger verschiedener Agone am Umzug teil. Der Umzug endete am Altar der zwölf Götter, der sich auf dem Marktplatz befand. Dort wurde eine hölzerne Hütte aufgebaut und drei Betten zur Bewirtung von Zeus Sosipolis, Artemis Leukophryne und Apollon hergerichtet. Der mitgeführte Stier wurde daraufhin vom Thytes geopfert und das Fleisch nach festgelegten Regeln unter den Festteilnehmern aufgeteilt. Neben dem Stier wurde dem Zeus Sosipolis ein Widder, der Artemis Leukophryne eine Ziege und dem Apollon ein Bock geopfert, das Opfer für Apollon wurde auf dem Altar der Artemis Leukophryne vorgenommen. Das Festmahl wurde von Flöten-, Syrinx- und Kithara-Musik begleitet.